# Sami de Lule
El sami de Lule (Lule sami: Julevsáme) es una lengua sami de la subfamilia ugrofinesa hablada en Laponia alrededor de Luleå en Suecia y en la provincia de Nordland en Noruega. Se escribe usando una ortografía romana oficial. El idioma se ha estandarizado desde 1983 y ha sido cultivado con mucha lucha y éxito. Se usa por unas 2.000 personas.